# NGC 6544
NGC 6544 је збијено звездано јато у сазвежђу Стрелац које се налази на NGC листи објеката дубоког неба.
Деклинација објекта је - 24° 59' 49" а ректасцензија 18h 7m 20,6s. Привидна величина (магнитуда) објекта NGC 6544 износи 7,5. NGC 6544 је још познат и под ознакама GCL 87, ESO 521-SC28.